# Ibiraci
Ibiraci is een gemeente in de Braziliaanse deelstaat Minas Gerais. De gemeente telt 11.593 inwoners (schatting 2009).